# Löwentor (Ḫattuša)

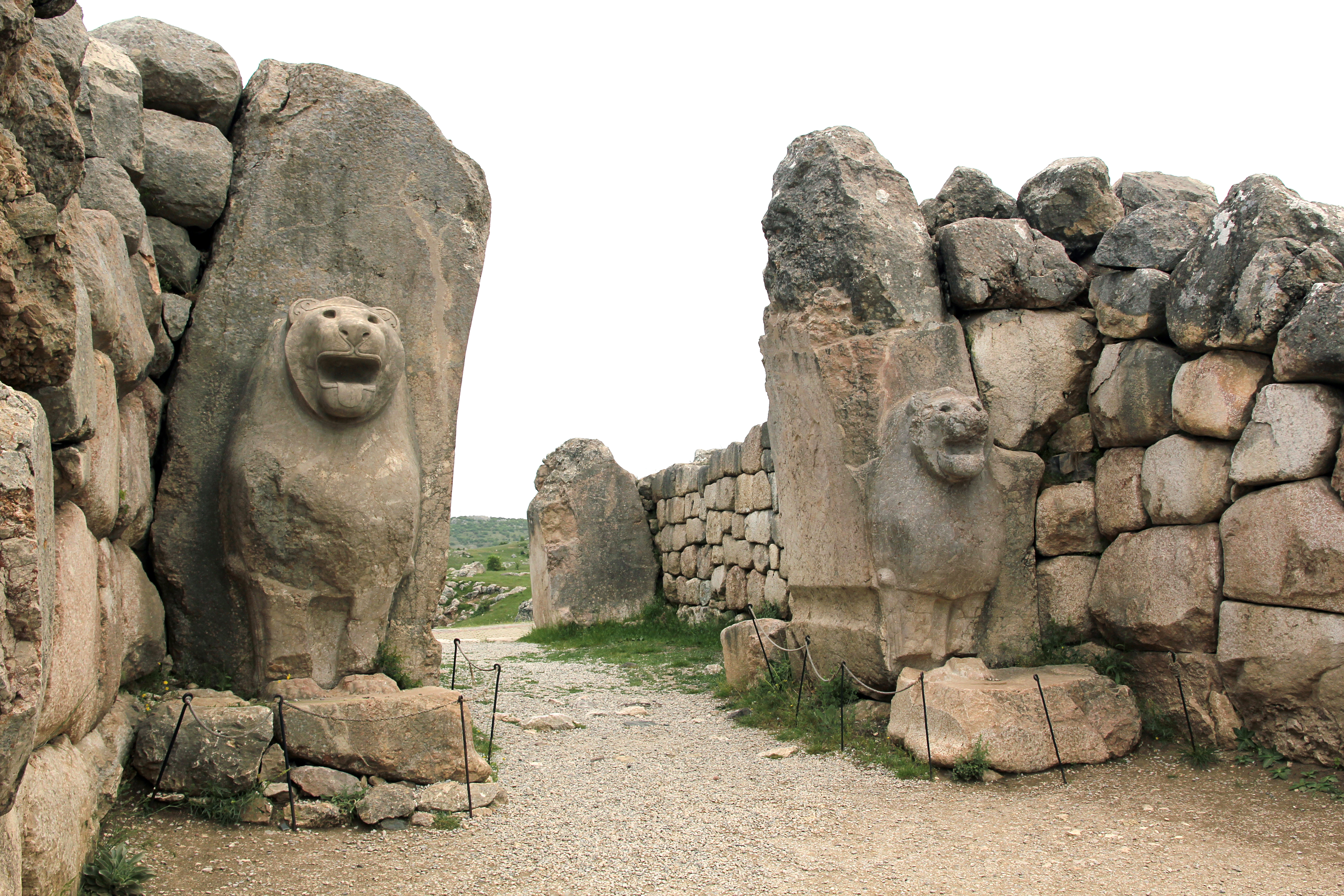
Löwentor von Süden

Das Löwentor von Ḫattuša ist eines der fünf bekannten monumentalen Stadttore in der äußeren Befestigungsmauer der hethitischen Hauptstadt Ḫattuša. Es ist nach zwei Löwenskulpturen benannt, die die stadtauswärtige Torseite schmücken.

## Lage
Das Areal von Ḫattuša liegt im nördlichen Zentralanatolien in der Türkei beim Ort Boğazkale (früher und in der archäologischen Literatur Boğazköy). Die Stadt ist von einer 6,6 Kilometer langen Außenmauer umgeben. In deren Verlauf wurden bis heute fünf monumentale Toranlagen entdeckt, von Westen nach Osten das untere und das obere Westtor, das Löwentor, das Sphinxtor und das Königstor. Das Löwentor liegt im Südwesten der Stadt, in der Oberstadt, an der modernen Straße, über die die heutigen Besucher das Gelände erkunden können. In hethitischer Zeit führte eine Straße in weitem Bogen innen an der Stadtmauer entlang bis zum Königstor im Osten und weiter bis zur Königsburg Büyükkale, über die vom Stadtgebiet aus sowohl im Osten als auch im Westen das Tor erreichbar war. Außen schloss sich dort eine nach Süden verlaufende Fernstraße an.
Etwa 200 Meter östlich des Löwentors liegt der früher bebaute Felsblock Yenicekale, etwa 120 Meter südöstlich, auf der anderen Straßenseite finden sich die Grundmauern von Tempel 30.

## Forschungsgeschichte

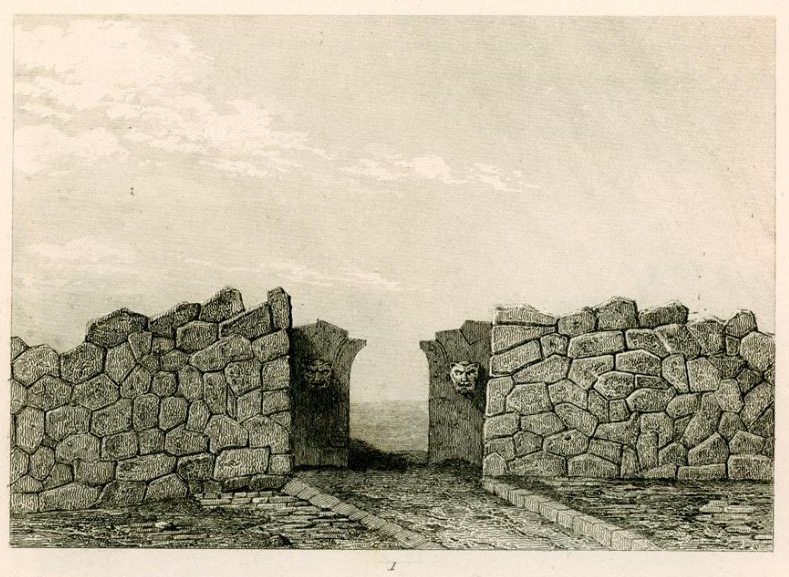
Löwentor, Kupferstich von Lemaître nach einer Zeichnung von Charles Texier

Das Löwentor war im Lauf seiner Existenz nie verschüttet. Dies zeigt bereits eine Zeichnung des französischen Reisenden Charles Texier, der 1834 Anatolien bereiste und auch Boğazköy besuchte, das er für die Ruinen des medischen Pteria hielt. Später wurden lediglich an dem äußeren Aufgang die Mauern weiter freigelegt. Im Jahr 1965 wurde die östliche Innenseite der Torkammer neu errichtet. Ab 2009 wurde im Rahmen der Grabungen des Deutschen Archäologischen Instituts Istanbul unter der Leitung von Andreas Schachner die Außenfront aufwendig restauriert. Dabei wurden vor allem Risse und Bröckelungen, die in antiker Zeit durch Brand entstanden waren, behandelt. Zunächst wurden die Reste einer in den 1960er Jahren vorgenommenen Kittung entfernt, die sich gelöst hatten und eine unschöne Farbgebung angenommen hatten. Die Risse an den Gewändesteinen und den Löwenleibern wurden mit einem Steinergänzungsmittel verschlossen. Reinigungen von Moosen und Flechten wurden nur dort vorgenommen, wo sie den Ergänzungen im Wege standen, da sie ansonsten keinen störenden Einfluss auf den Gesamteindruck des Ensembles hatten. Die Restaurierungen wurden so vorgenommen, dass sie das Gesamtbild nicht wesentlich stören, jedoch bei genauem Hinsehen erkennbar bleiben. Um die monumentale Gesamtansicht wieder herzustellen, wurde beim linken Löwen der Kopf, der zu einem unbekannten Zeitpunkt verloren ging, rekonstruiert. Als Vorlage diente dazu der Kopf des rechten Löwen, der allerdings insgesamt etwas kleiner ist als der linke. Der Kopf wurde vor Ort aus Ton modelliert, abgeformt und daraus ein Modell aus Gips gegossen. Dieses diente als Vorlage für die eigentliche Rekonstruktion aus Steinergänzungsmörtel. Durch die unterschiedliche Oberflächenstruktur und die vereinfachte Darstellung der Fellornamentik ist auch hier die Erkennbarkeit der Rekonstruktion gewährleistet. 2019 wurden von der Außenseite hochauflösende orthophotogrammetische Aufnahmen erstellt, die unter anderem dazu dienten, die Inschrift beim linken Torlöwen besser erkennbar zu machen.

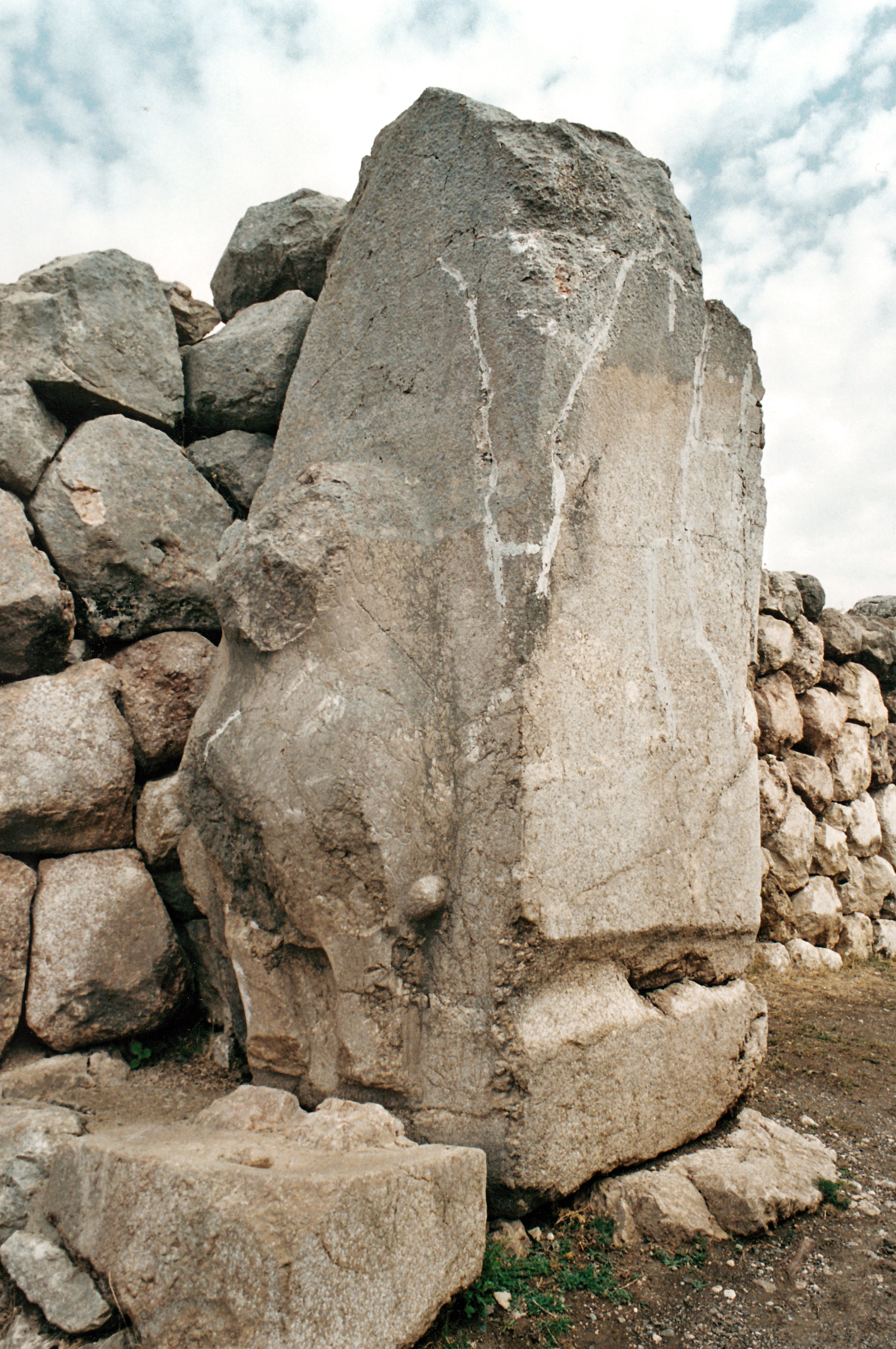
Linker Löwe vor der Rekonstruktion
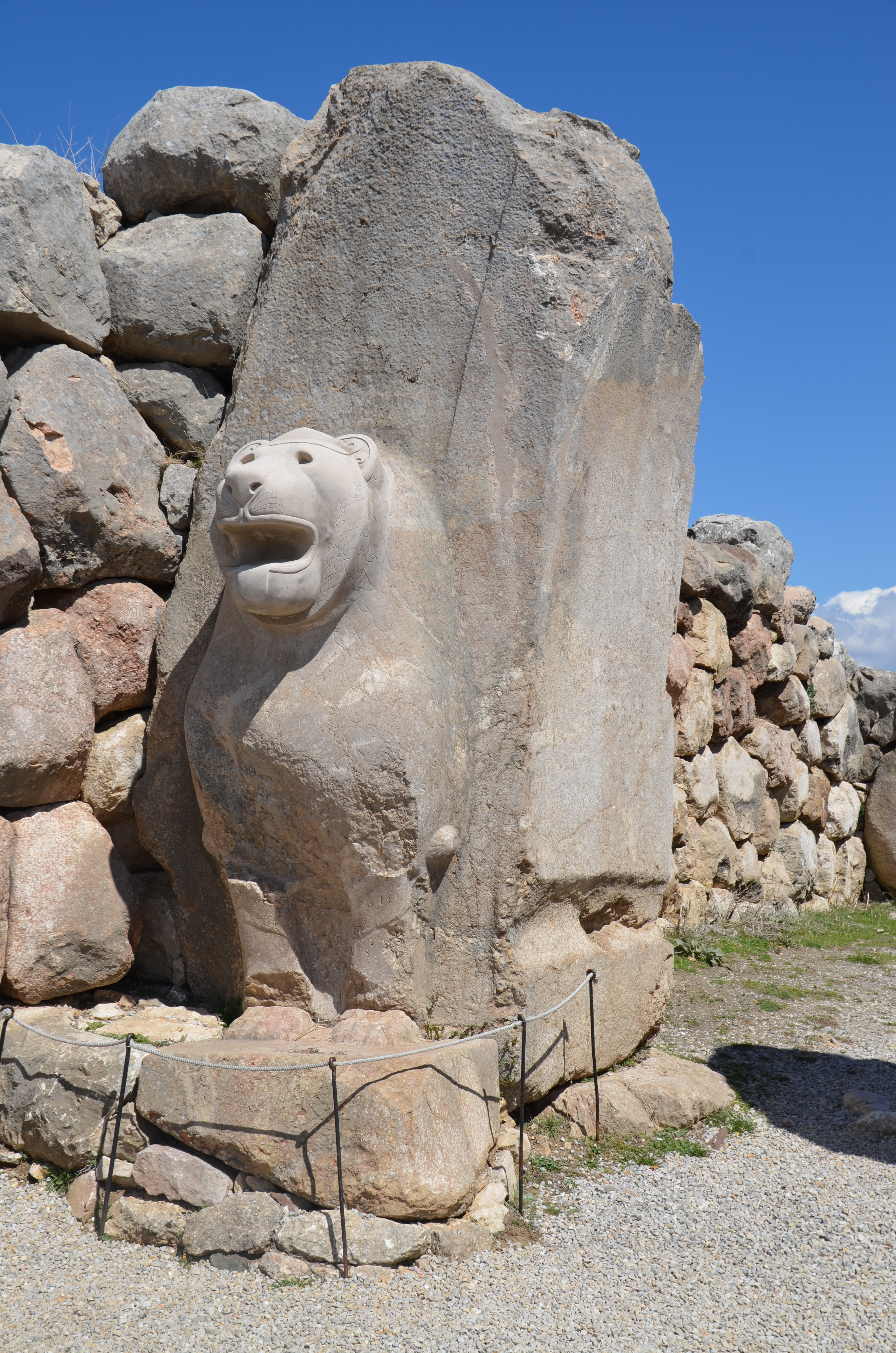
Nach der Rekonstruktion

## Beschreibung
Bis auf das Sphinxtor, das nicht nur als Eingang zur Stadt diente, sondern hauptsächlich eine kultische Funktion hatte, hatten alle Stadttore einen ähnlichen Aufbau aus zwei rechteckigen Türmen. Die Türme des Löwentores haben Maße von 10,10 × 15,30 Metern, die Torkammer ist 6,25 Meter breit und 7,70 Meter tief. Der äußere Torhof vor den Löwenfiguren ist 4,00 Meter tief. Die Durchgänge zwischen den Gewändepfosten messen 3,05 Meter. Der rechte, südöstliche Turm ist innen in sechs Kammern aufgeteilt, der linke nur in vier. Die Türme sind aus Polygonalmauerwerk errichtet, die Steinsockel sind teilweise bis zu einer Höhe von 4,6 Metern erhalten. Ihre Front ist auf der Stadtseite durch drei Pilaster, an den Ecken und in der Mitte, gegliedert. Die Steine wurden in grob behauenem Zustand geliefert und erst vor Ort in die exakte Form gebracht. Die endgültige Glättung wurde an der Außenfront der Türme nicht durchgeführt. Dies wurde oft als Grund für eine Datierung der Tore in die letzte Phase des hethitischen Großreichs am Ende des 13./Anfang des 12. Jahrhunderts v. Chr. angesehen. Der heutige Grabungsleiter Andreas Schachner hält es auch für möglich, dass das Bauwerk im späten 14. Jahrhundert v. Chr. begonnen wurde, vor der Verlegung der Hauptstadt unter Muwattalli II., und danach aufgrund der geänderten Funktion der Oberstadt nicht vollendet wurde.
Die mächtigen Laibungssteine der Durchgänge bestanden ursprünglich aus mehreren Blöcken, einem mächtigen Monolith, der die Torfiguren trägt, und darüber zwei in Kragsteintechnik versetzte Blöcke. Sie schlossen sich zu einer Parabel, deren innere Höhe Peter Neve, Grabungsleiter in Ḫattuša 1978–1993, auf etwa fünf Meter schätzt. An ihrer Innenseite ist im Sockelbereich, auf einer Höhe von etwa 50 Zentimetern, rechts und links eine Auskehlung des Steins vorgenommen, die die Breite des Durchgangs auf 3,23 Meter erhöht, was fast der Durchfahrtsbreite von 3,25 Metern beim Königstor entspricht. Neve vermutet, dass die wegen der Skulpturen besonders bedeutenden Außenpfosten dadurch vor einer Beschädigung durch die Naben von Wagen geschützt werden sollten. Beide Durchgänge konnten mit hölzernen Türen verschlossen werden, die an der Außenseite wohl mit Bronzeblech beschlagen waren. Von den Angelsteinen, in denen sich die Torflügel drehten, ist hier im Gegensatz zum Königstor nur einer erhalten. Die Tore konnten von innen verschlossen und versiegelt werden und wurden mit Balkenriegeln gesichert, deren Einschublöcher noch zu sehen sind. Nach einem hethischen Keilschrifttext gehörte es zu den Pflichten des Bürgermeisters, jeden Morgen dafür zu sorgen, dass ein 'Herr von Hatti' oder ein kommandierender Offizier, oder welcher 'Herr' sonst eingeteilt ist, die Siegel überprüfte und dann die Tore öffnete.
An der Außenseite der Türlaibungen befinden sich die beiden namengebenden Löwenskulpturen. Dargestellt sind Kopf, Brust und Vorderbeine der Tiere, wobei die Tatzen einen eigenen Felsblock einnehmen. Der Kopf mit der Mähne und den Schnurrhaaren ist in sehr feingearbeiteten Linien detailliert dargestellt. Diese Gravuren sind die einzige Stelle in Ḫattuša, an der die Steinarbeiten mit Metallwerkzeugen ausgeführt wurden. Das Maul ist geöffnet, die Zunge hängt heraus. Eckzähne, die sonst bei hethitischen Löwenabbildungen häufig zu sehen sind, fehlen allerdings. Die Augen sind zunächst eingebohrt, danach wurden sie mit einer weißen Kalkmasse mit schwarzen Pupillen ausgefüllt. Auch das Fell des Oberkörpers ist in feiner, fast ornamenthafter Darstellung gearbeitet. Löwenfiguren sind im ganzen vorderen Orient wie auch an anderen Toren in der Stadt zu finden, beispielsweise auf Büyükkale und an Tempeleingängen. Sie hatten neben ihrer Funktion als Schmuck und Wächter des Tores auch eine kultische Bedeutung. Davon zeugen auch die Mulden, die in den Block mit den Tatzen eingearbeitet sind und vermutlich der Aufnahme von Trankopfern dienten.
Links neben dem Kopf des linken Löwen sind bei gutem Sonnenstand einige eingepunzte Hieroglyphenzeichen zu erkennen. Parallel zu den othophotogrammetrischen Aufnahmen wurde 2019 die Schrift mit strukturiertem Licht aufgenommen. Die bekannten Lesungen von Neve, Güterbock und Marazzi wurden im Wesentlichen bestätigt. Es ergab sich die mögliche Transkription
MAGNUS.THRONUS+LU-LU-u PORTA2+MI
Großer Sitz des lulu am Tor(bau)
Der äußere Aufweg kommt als Rampe von rechts, also von Süden zum Tor. Er hatte eine äußere Begleitmauer sowie einen zusätzlichen Turm mit Verbindung zur Stadtmauer, die sich beidseitig an die Tortürme anschließt. Sie bildeten vor dem Eingang eine Art Zwinger, in dem Feinde von zwei Seiten attackiert werden konnten, bevor sie das Tor erreichten. Von dieser Anlage ist am Löwentor nur wenig erhalten, am Königstor, dessen Grundriss spiegelbildlich dazu angelegt ist, sind die Grundzüge von Mauern und Turm besser erkennbar.

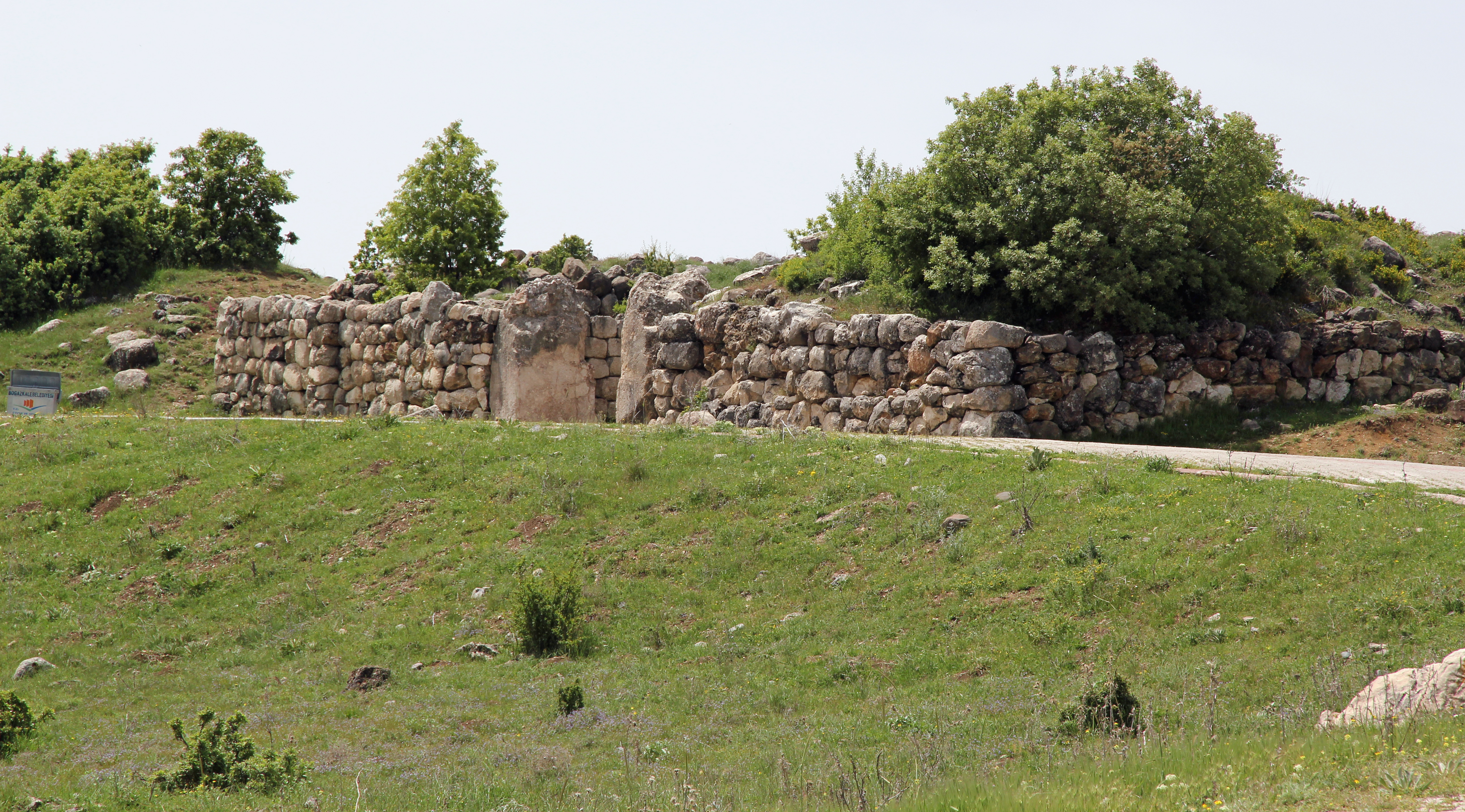
Löwentor Stadtseite
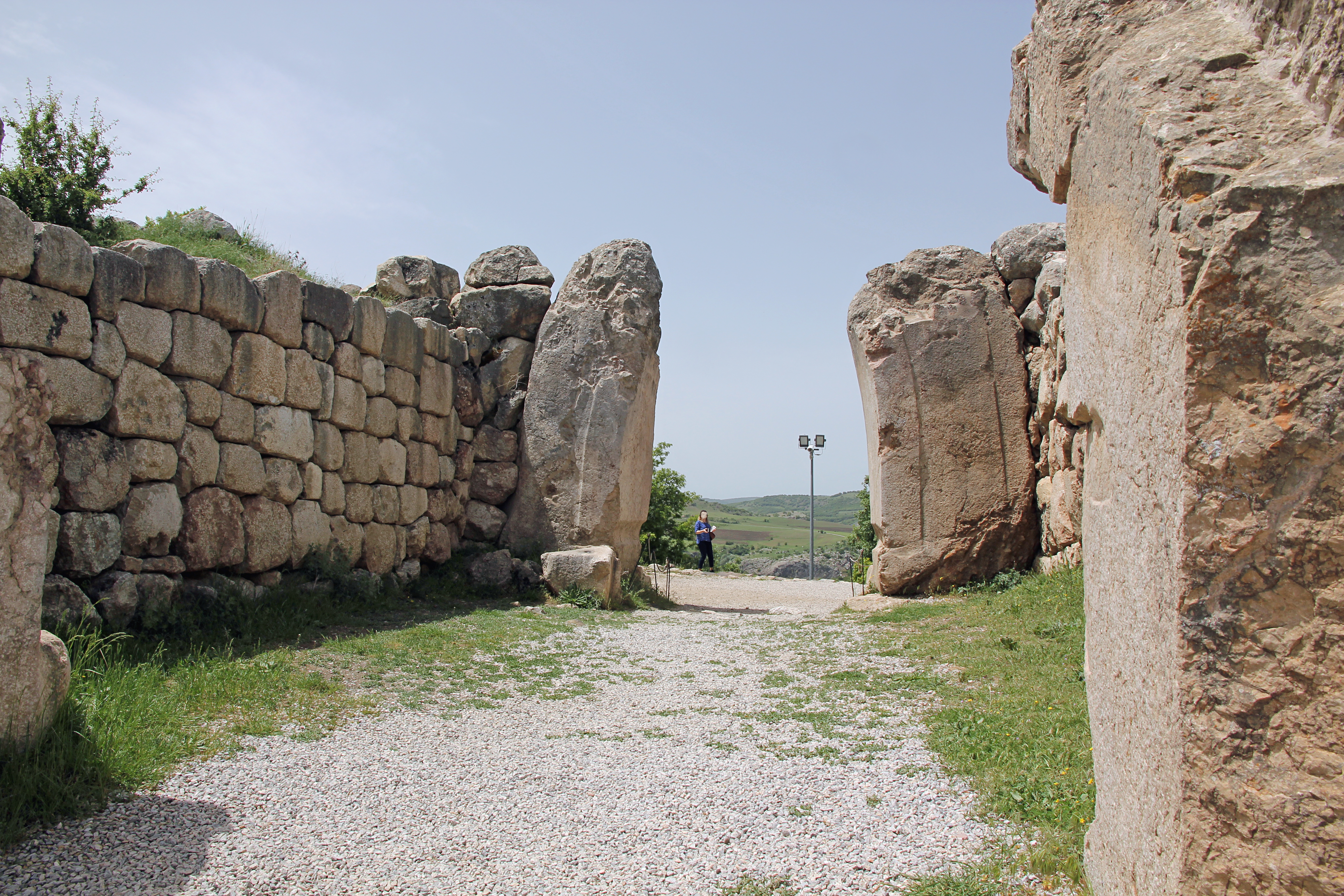
Torkammer von Norden
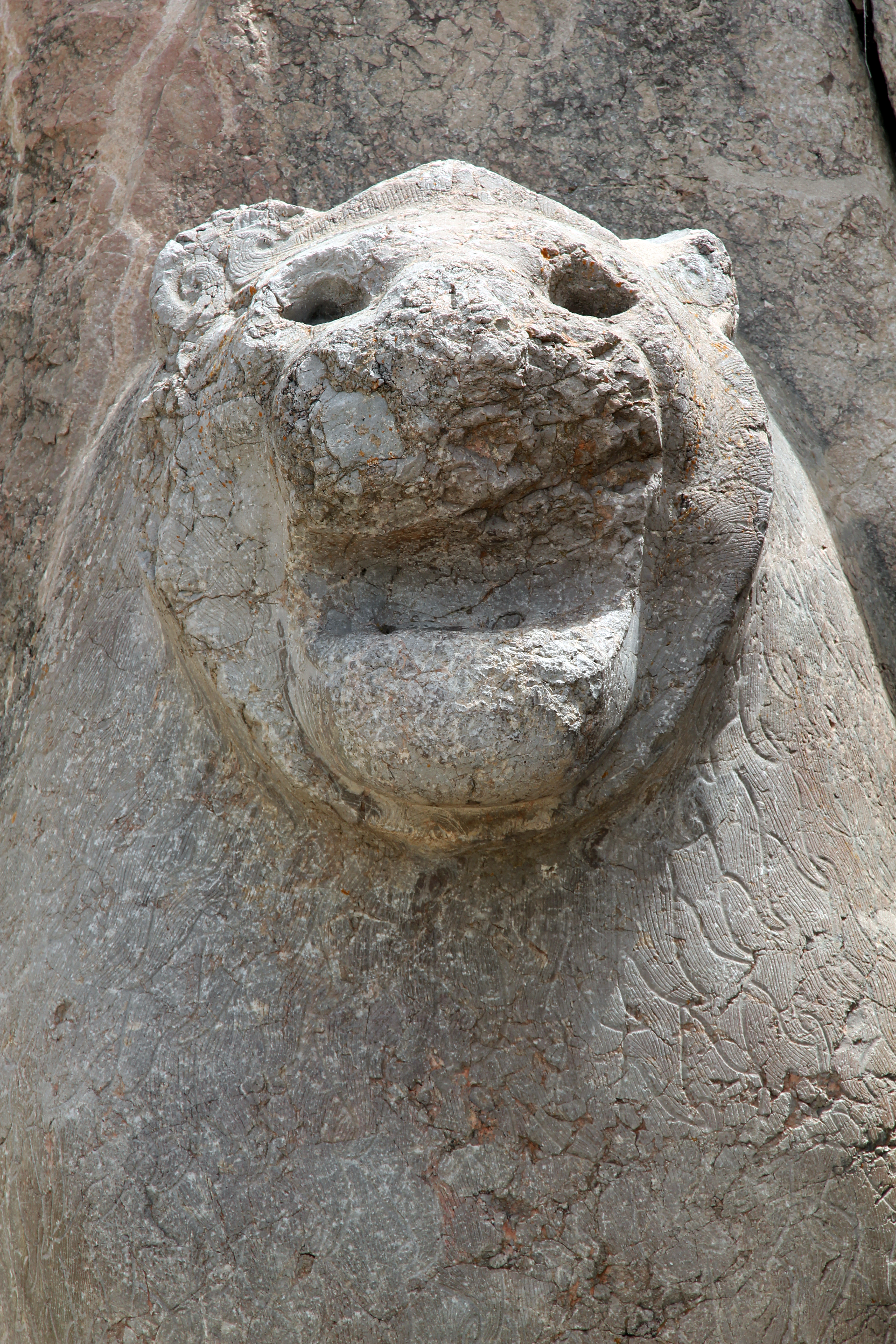
Rechter Torlöwe
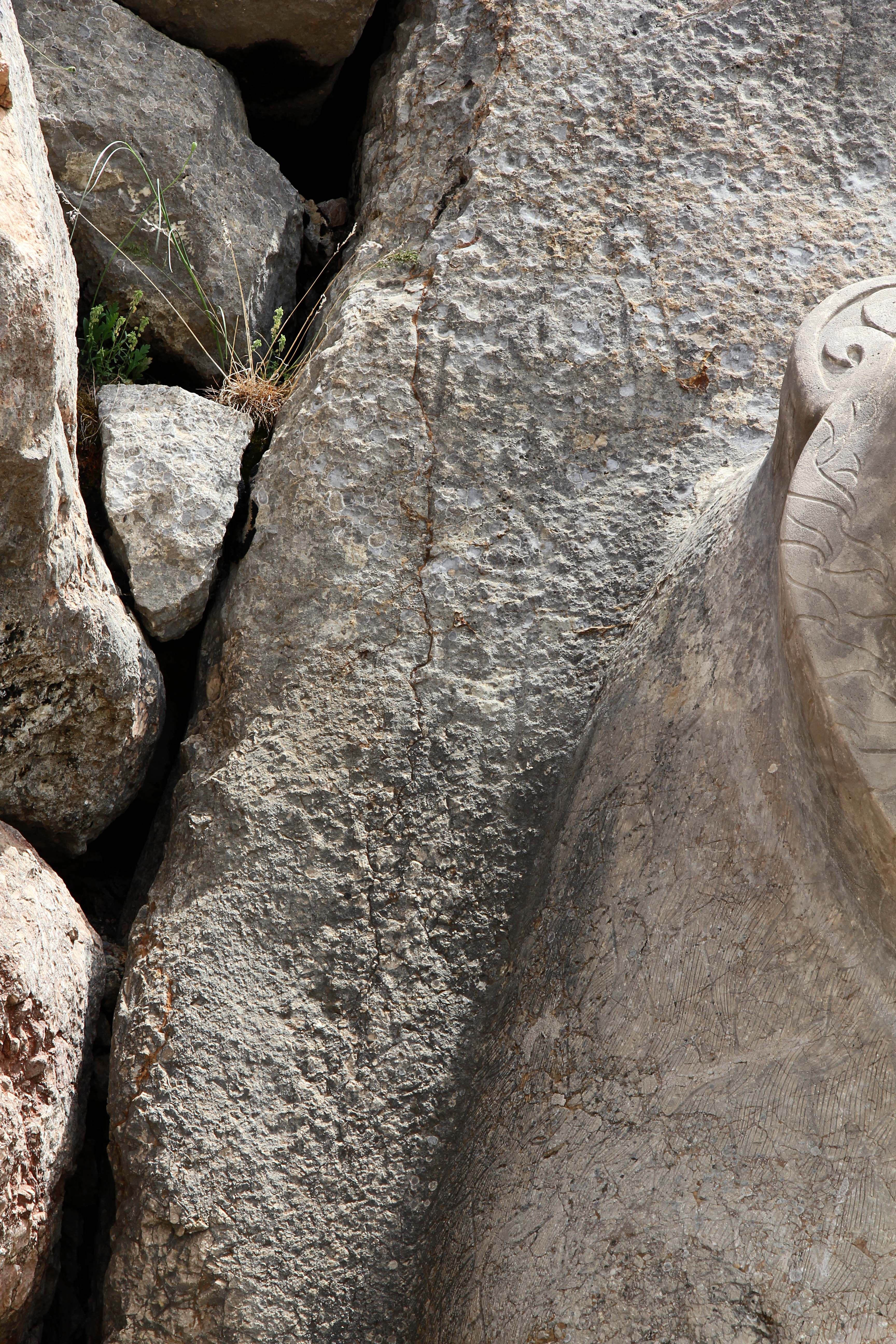
Inschrift am linken Löwen